# Cắt bỏ tử cung
Cắt bỏ tử cung (tiếng Anh:Hysterectomy) là phẫu thuật để cắt bỏ tử cung. Nó cũng có thể liên quan đến việc cắt bỏ cổ tử cung, buồng trứng, ống dẫn trứng và các cấu trúc xung quanh khác.
Thông thường được thực hiện bởi bác sĩ phụ khoa, cắt bỏ tử cung có thể là loại bỏ toàn bộ (loại bỏ tử cung và cổ tử cung, thường được gọi là "toàn bộ") hoặc một phần (loại bỏ tử cung trong khi giữ cổ tử cung còn nguyên vẹn, còn được gọi là "supracervical"). Đây là thủ tục phẫu thuật phụ khoa được thực hiện phổ biến nhất. Năm 2003, hơn 600.000 ca cắt bỏ tử cung được thực hiện chỉ riêng tại Hoa Kỳ, trong đó hơn 90% được thực hiện cho các điều kiện lành tính. Những tỷ lệ này cao nhất trong các nước công nghiệp đã dẫn đến những tranh cãi lớn rằng việc cắt tử cung đang được thực hiện rộng rãi vì những lý do không đáng tin cậy và không cần thiết.
Cắt bỏ tử cung làm cho bệnh nhân không thể sinh con (cũng như cắt bỏ buồng trứng và ống dẫn trứng) và có nguy cơ phẫu thuật cũng như tác dụng lâu dài, vì vậy phẫu thuật thường chỉ được khuyến cáo khi các lựa chọn điều trị khác không có hoặc đã thất bại. Nghiên cứu cho rằng tần suất cắt bỏ tử cung cho các chỉ định không ác tính sẽ giảm vì có nhiều lựa chọn thay thế tốt hơn trong nhiều trường hợp.
Oophorectomy (phẫu thuật cắt bỏ buồng trứng) thường được thực hiện cùng với cắt bỏ tử cung để giảm nguy cơ ung thư buồng trứng. Tuy nhiên, các nghiên cứu gần đây đã chỉ ra rằng phẫu thuật cắt buồng trứng dự phòng mà không có chỉ định y tế khẩn cấp làm giảm đáng kể tỉ lệ sống lâu của người phụ nữ và có các tác dụng phụ nghiêm trọng khác. Hiệu ứng này không giới hạn ở phụ nữ tiền mãn kinh; ngay cả những phụ nữ đã bước vào thời kỳ mãn kinh đã được chứng minh là đã trải qua sự suy giảm khả năng sống sót sau phẫu thuật cắt buồng trứng.

## Sử dụng trong y tế

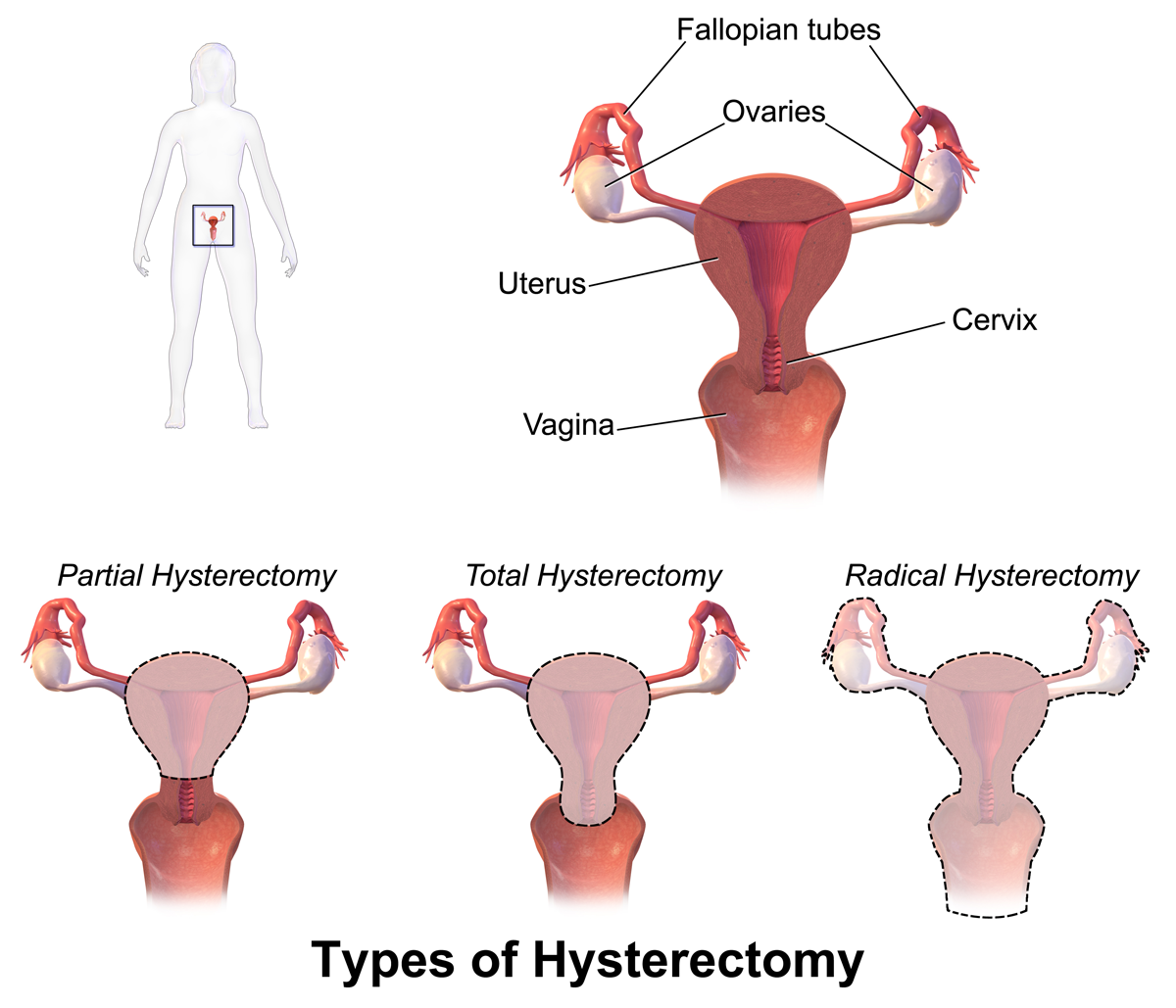
Cắt bỏ tử cung

Cắt bỏ tử cung là một thủ thuật phẫu thuật lớn, có các rủi ro và lợi ích, ảnh hưởng lớn đến sự cân bằng nội tiết tố của một người phụ nữ và sức khỏe tổng thể cho phần còn lại của cuộc đời phụ nữ. Do đó, việc cắt bỏ tử cung thường được khuyến cáo như là phương sách cuối cùng để khắc phục một số tình trạng bệnh lý hệ thống sinh sản/tử cung có thể xảy ra. Các điều kiện như vậy bao gồm, nhưng không giới hạn:
- Nhiễm mỡ nội mạc tử cung nặng và khó chữa (tăng trưởng tử cung bên ngoài khoang tử cung) và/hoặc xơ tử cung (một dạng nội mạc tử cung, nơi lớp tử cung phát triển thành và đôi khi thông qua hệ thống cơ tử cung), sau khi dược phẩm hoặc các lựa chọn phẫu thuật khác đã không tỏ ra hiệu quả.[7][8]
- Đau vùng chậu mãn tính, sau khi lựa chọn dược phẩm hoặc phẫu thuật khác đã không tỏ ra hiệu quả.[7][8]
- Thực hiện sau hậu sản để loại bỏ một trường hợp biến chứng của nhau thai (một nhau thai đã hình thành trên hoặc bên trong ống sinh) hoặc nhau thai percreta (nhau thai đã phát triển thành và qua thành tử cung và tự gắn với các cơ quan khác), cũng như một phương sách cuối cùng trong trường hợp xuất huyết quá nhiều.[9]
- Một số dạng âm đạo và các cơ quan vùng chậu bị sa.[7][8]